# Demerara
Demerara (en neerlandès: Demerary) és una regió històrica de la Guaiana, situada a la costa nord de l'Amèrica del Sud, que actualment forma part de Guyana. Entre el 1745 i el 1815 va ser una colònia dels Països Baixos, fins que aquests la van cedir al Regne Unit. Entre el 1838 i el 1966 va formar part de la Guaiana britànica. La colònia es trobava situada al curs baix del riu Demerara, i la seva ciutat principal era Georgetown.
El nom "Demerara" prové d'una variant de la paraula arawak "Immenary" o "Dumaruni", que vol dir "riu de la carta de fusta". El sucre de Demerara reb el nom perquè originalment era produït a les plantacions de sucre de la colònia.

## Història
In 1745, Demerara va ser separada de la colònia d'Essequibo.
El 1781, la revolució americana va provocar que la República neerlandesa s'unís amb França contra els britànics; una gran flota, comandada per l'Almirall Lord Rodney's, va ser enviada a les Índies Occidentals, després d'haver realitzar diverses operacions a les illes del Carib. Un dels esquadrons va ser enviat per ocupar les colònies d'Essequibo i Demerara, aconseguint prendre-les sense massa dificultat.
El 1782 els francesos van ocupar tots els assentaments neerlandesos, obligant al governador Robert Kingston a rendir-se. La pau de París, signada el 1783, retornava aquests territoris als neerlandesos.
Els britànics van tornar a ocupar Demerara, Essequibo i Berbice el 1796. No obstant, el 1802 van retornar-les als Països Baixos segons els termes del Tractat d'Amiens, per recapturar-les un any més tard.
El 13 d'agost de 1814, els britànics van combinar les colònies de Demerara i Essequibo per formar la colònia de Demerara-Essequibo. El 20 de novembre de 1815, els Països Baixos van cedir, formalment, la colònia al Regne Unit.